# Song of Myself
Song Of Myself (1855) est un poème de Walt Whitman que l'on peut trouver dans le recueil Feuilles d'herbe, qui représente le cœur de la vision poétique de Whitman. C'est aussi une chanson du groupe finlandais Nightwish, à la mémoire de Walt Whitman.

## Dans la culture populaire
Le poème est cité dans le Life of Chuck où il est un élément important.